# Сан-Пьетро-ин-Карьяно
Сан-Пьетро-ин-Карьяно (итал. San Pietro in Cariano) — коммуна в Италии, располагается в провинции Верона области Венеция.
Население составляет 12 616 человек, плотность населения составляет 624 чел./км². Занимает площадь 20,25 км². Почтовый индекс — 37029. Телефонный код — 045.
Покровителем коммуны почитается святой апостол Пётр. Праздник ежегодно празднуется 29 июня.

## Города-побратимы
- Ингельхайм-ам-Райн, Германия
- Штанс, Австрия
- Ладлоу, Великобритания